# هارولد فونسکا
هارولد فونسکا (انگلیسی: Harold Fonseca؛ زادهٔ ۸ اکتبر ۱۹۹۳) بازیکن فوتبال اهل هندوراس است.
از باشگاه‌هایی که در آن بازی کرده است می‌توان به باشگاه فوتبال دپورتیوو المپیا و باشگاه فوتبال موتاگوا اشاره کرد.
وی همچنین در تیم‌های ملی فوتبال زیر ۲۳ سال هندوراس و هندوراس بازی کرده است.